# Lo Manthang
Lo Manthang (tiếng Nepal: लोमान्थाङ) hay còn gọi đầy đủ là Khu đô thị nông thôn Lomanthang (tiếng Anh: Lomanthang Rural Municipality) là một đô thị nông thôn ở quận Mustang (ở vùng Thượng Mustang) thuộc tỉnh Gandaki phía tây Nepal. Lo Manthang nằm ở cuối phía bắc của huyện, giáp Khu tự trị Tây Tạng của Trung Quốc ở phía bắc và đô thị nông thôn Dalome của Mustang ở phía nam. Vùng Lo là hai phần ba phía bắc của quận Mustang, chịu ảnh hưởng về văn hóa và ngôn ngữ của Tây Tạng, trong khi phần ba phía nam được gọi là Thak, quê hương của người Thakali nói một ngôn ngữ khác và có sự tổng hợp của văn hóa Tây Tạng và Nepal.
Gần đây, một loạt ít nhất mười hai hang động đã được phát hiện ở phía bắc Annapurna và gần ngôi làng, được trang trí bằng những bức tranh Phật giáo cổ đại và nằm trong những vách đá dựng đứng ở độ cao 14.000 bộ (4.300 m). Các bức tranh cho thấy ảnh hưởng của Newari, có niên đại khoảng thế kỷ XIII, và cũng chứa các chữ viết Tây Tạng được thực hiện bằng mực, bạc và vàng và các mảnh gốm thời kỳ tiền Cơ đốc giáo. Các nhà thám hiểm đã tìm thấy các bảo tháp, tác phẩm nghệ thuật trang trí và các bức tranh mô tả nhiều hình dáng khác nhau của Đức Phật, thường có các đệ tử, người cầu xin và thị giả, với một số bức tranh tường thể hiện các chủ đề cận nhiệt đới có cây cọ và chim chóc. Nơi đây còn tọa lạc Cung điện Lo Manthang (tiếng Nepal: लोमान्थाङ दरबार) là Di sản thế giới của UNESCO.

## Hình ảnh

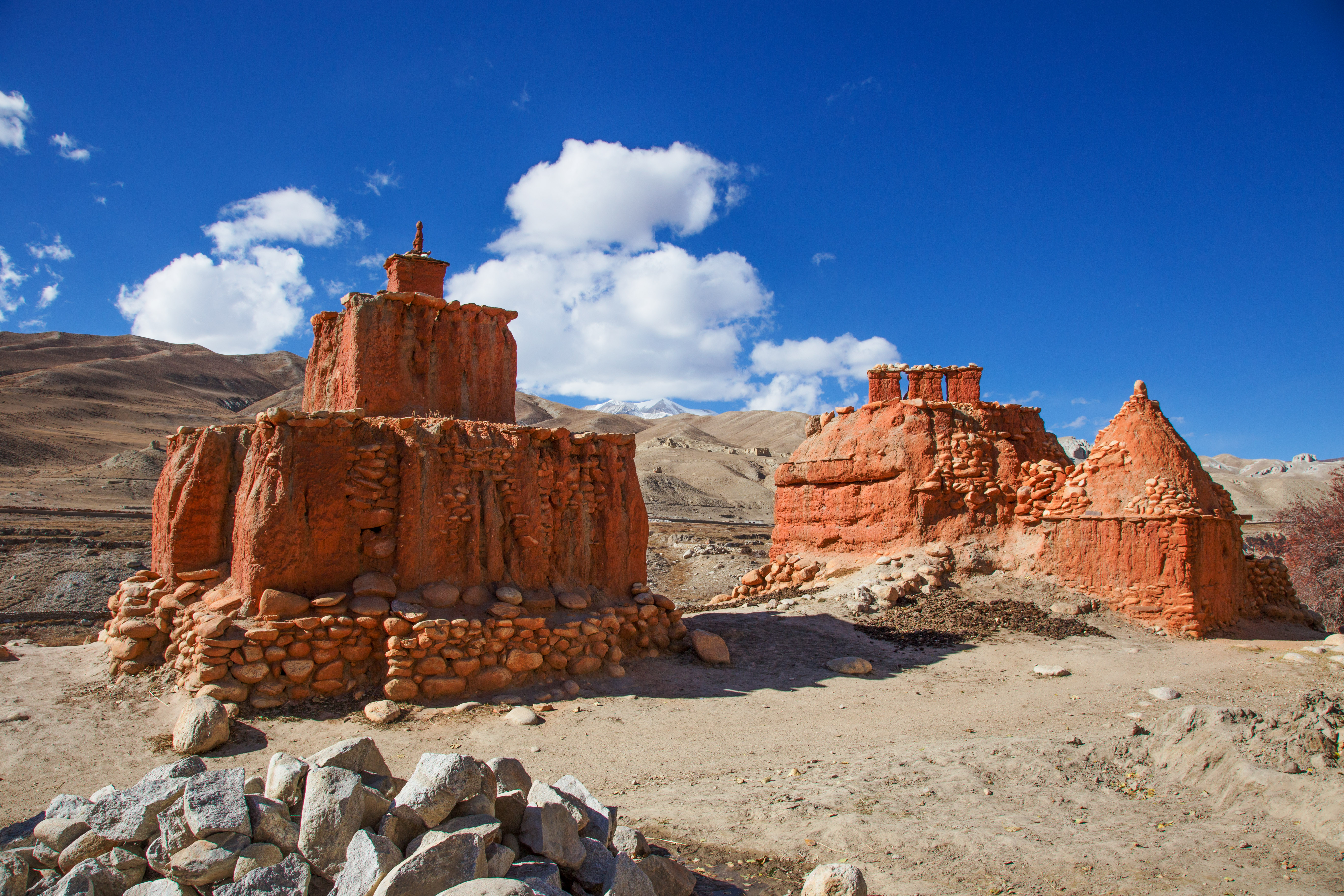
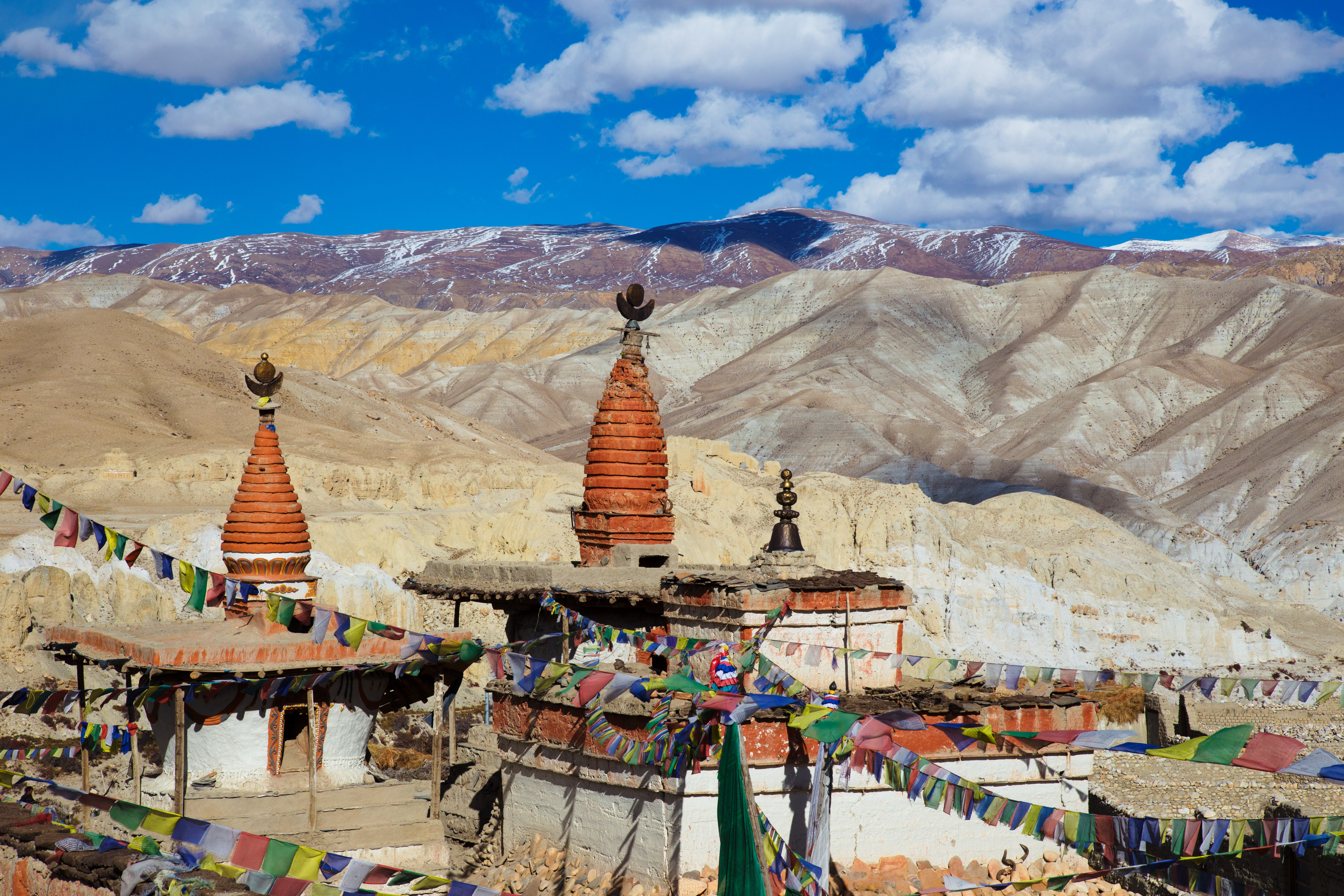
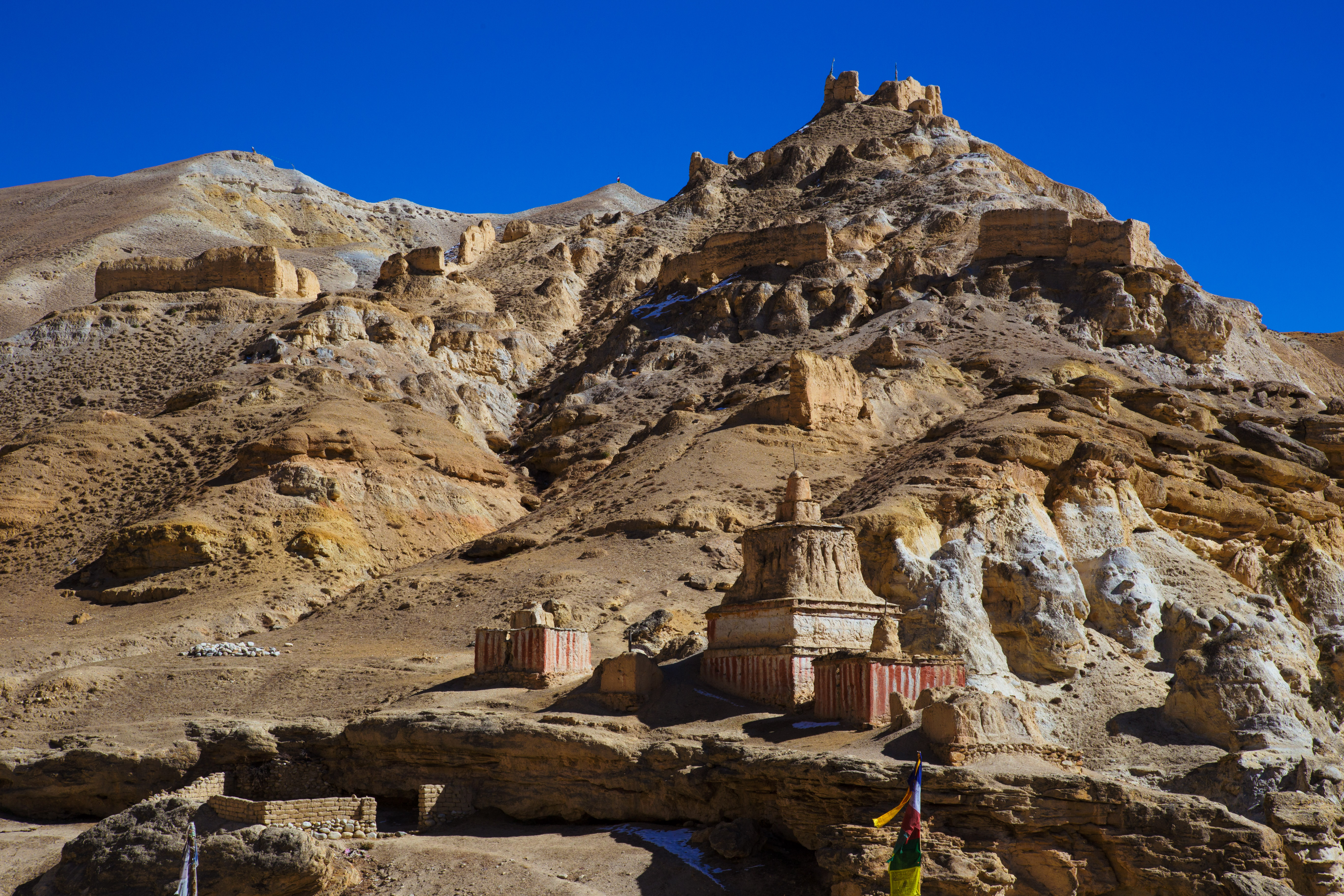
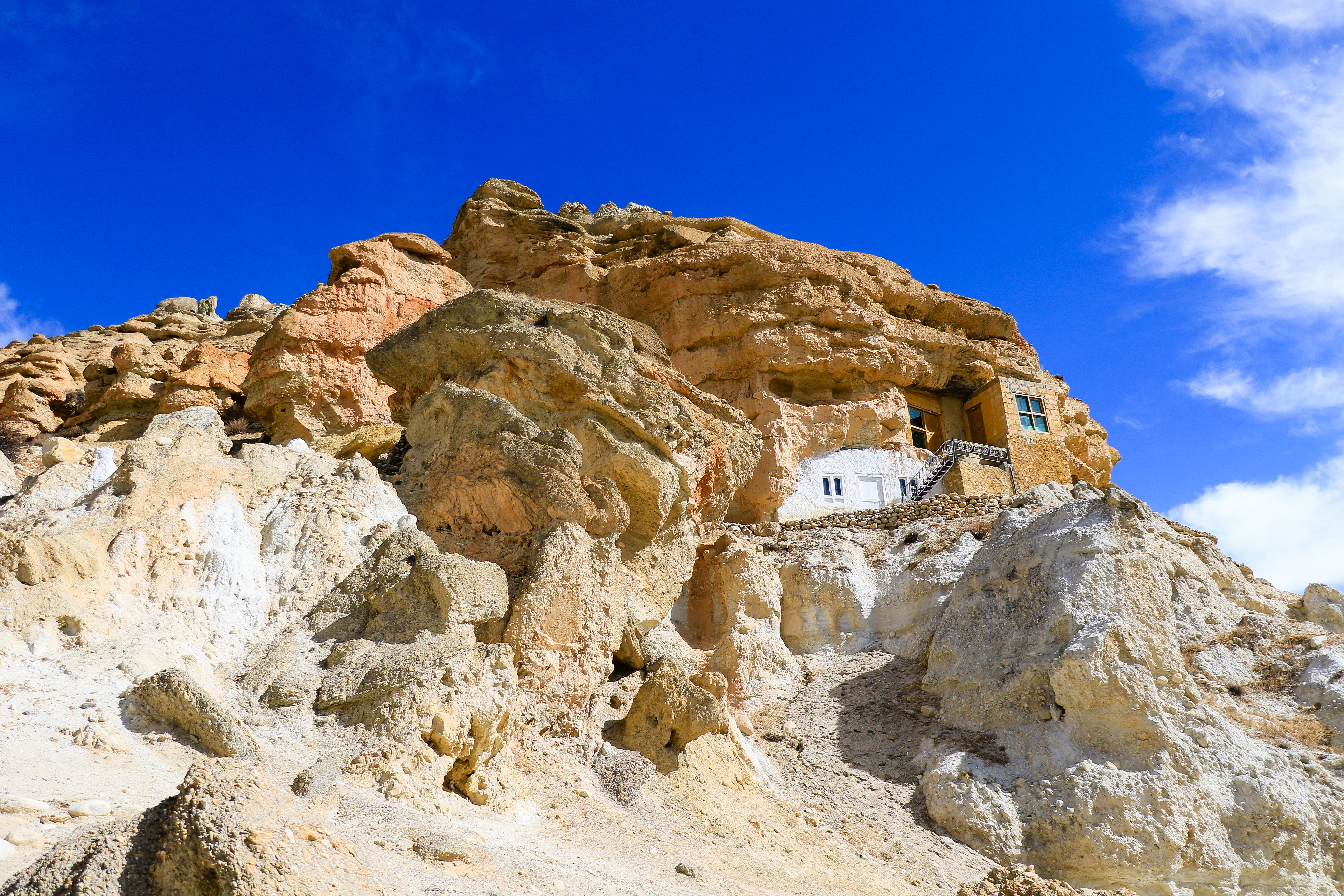
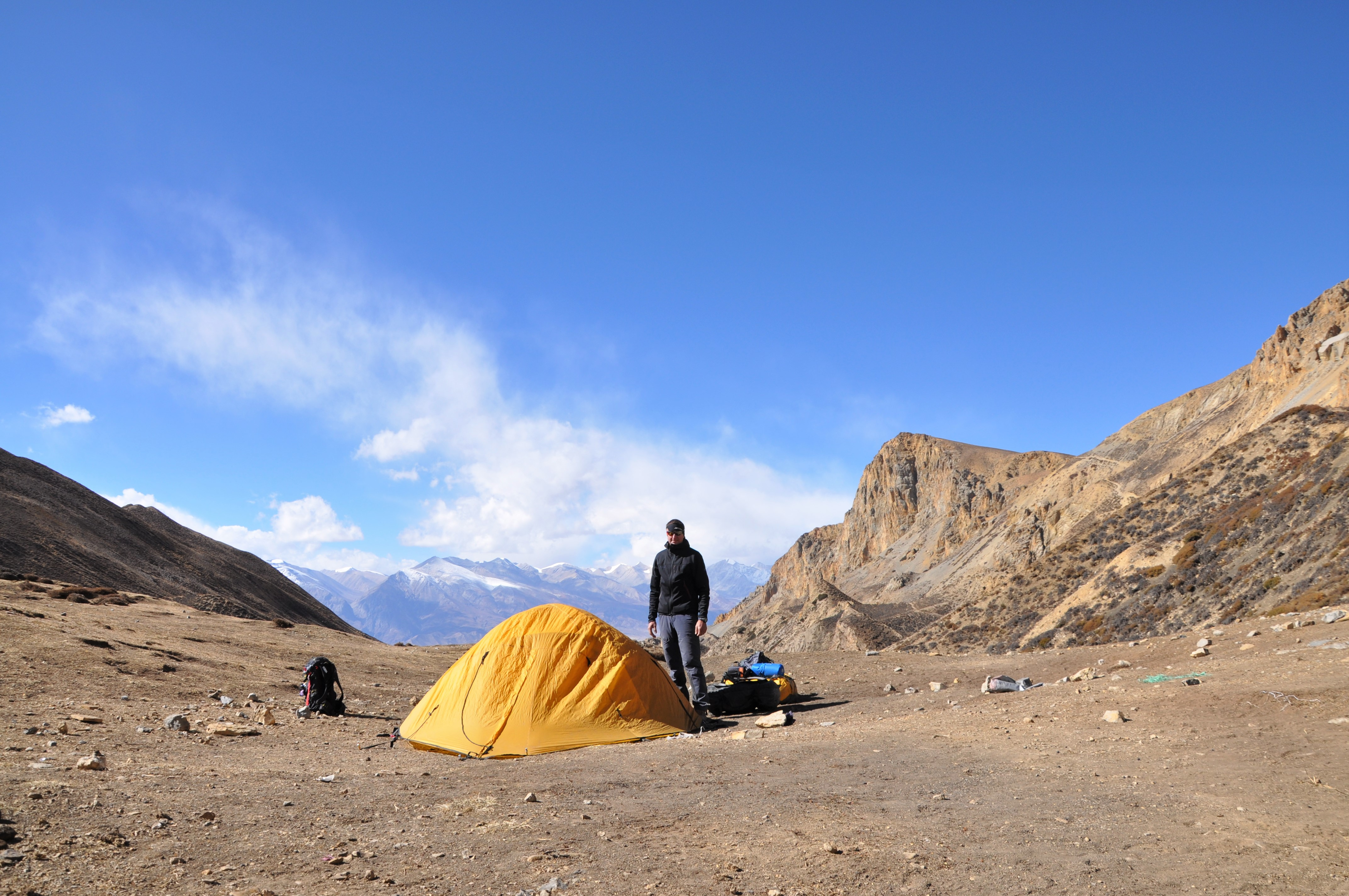
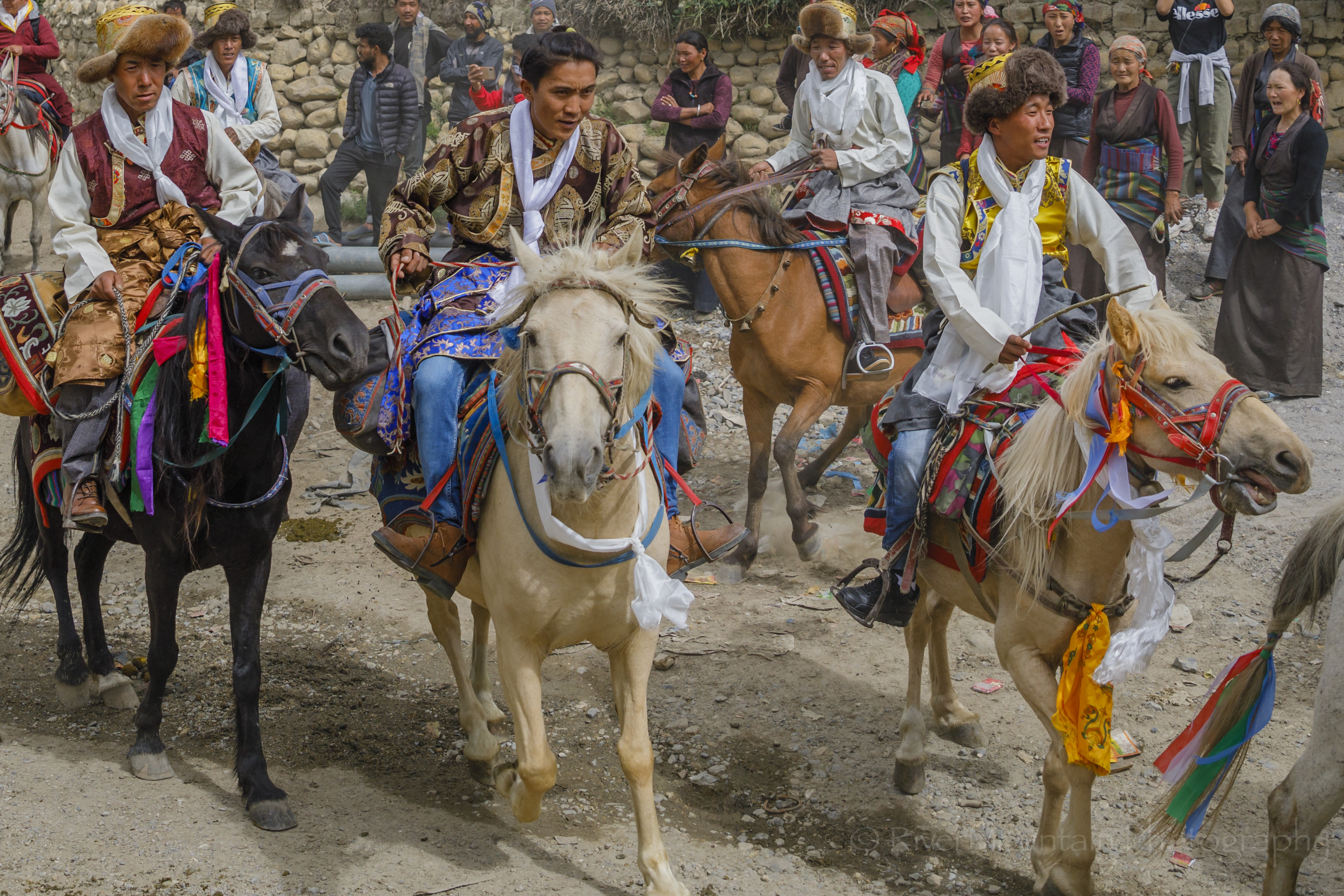
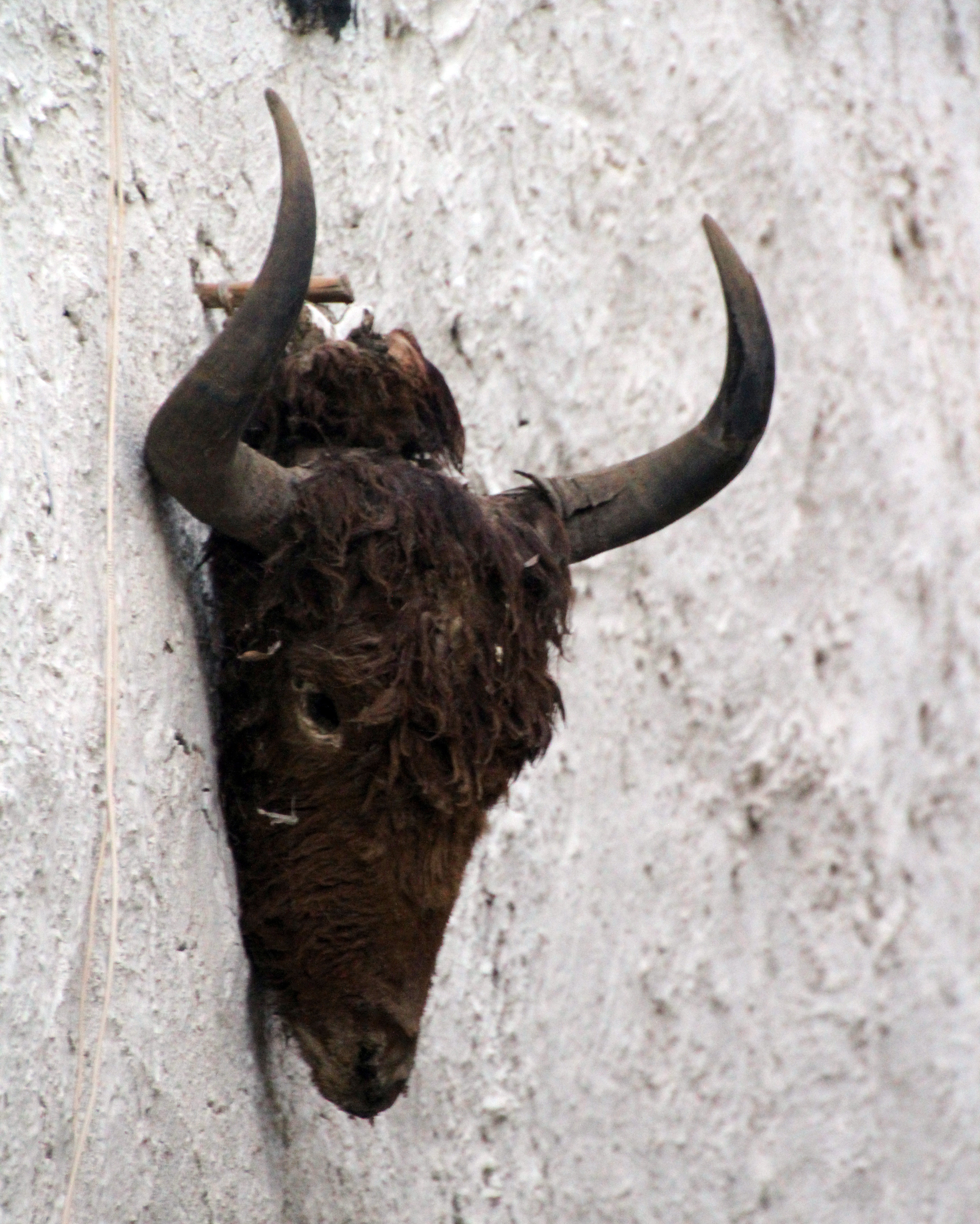